# Regreso al Futuro Parte III
Regreso al Futuro Parte III (o Volver al Futuro Parte III en Latinoamérica) es un videojuego basado en la película del mismo nombre . El juego es diferente del videojuego Regreso al futuro parte II y III de LJN lanzado para NES . El juego fue lanzado en 1991 para Genesis, Amiga, Amstrad CPC, Atari ST, Commodore 64, MS-DOS, Master System y ZX Spectrum . Cada versión del juego es más o menos idéntica y todas están basadas vagamente en la popular película del mismo nombre. El juego fue desarrollado por Probe Software y publicado por Image Works y Arena Entertainment (para Sega).

## Jugabilidad
El juego principal está compuesto por cuatro niveles que representan las escenas más emblemáticas de la película, cada nivel se juega de forma completamente diferente y con sus propios controles. En esencia el juego completo es más un combinado de cuatro minijuegos que otra cosa.
Rescatando a Clara
En el primer nivel controlamos a Doc Brown y subidos a un caballo debemos alcanzar la carroza de Clara Clayton antes de que caiga por un barranco. Para ello debemos esquivar varios obstáculos ya sea saltando, agachándose o bien disparándoles, si somos golpeados nos caemos del caballo lo cual nos hace perder tiempo provocando que la carroza se aleje. Las versiones de ordenador alternan la cámara durante la persecución pasando del desplazamiento lateral a vista desde arriba, en esta segunda instancia podemos disparar a los costados y adelante para derribar tanto a los soldados como a los indios que se atacan mutuamente y a nosotros. En las versiones de SEGA estos segmentos no están y solo jugamos la sección de desplazamiento lateral, otra diferencia notable es la velocidad de los obstáculos, la cual convierte a estas versiones en las más difíciles con mucha diferencia.

Tiro al blanco
Nuevamente controlamos a Marty, este nivel es de vista isométrica y podemos movernos arriba o abajo para esquivar los disparos enemigos, en caso de recibir un disparo se irán haciendo agujeros en nuestro escudo el cual se visualiza en la esquina superior izquierda de la pantalla. Para derrotar a los enemigos tenemos que coger los platos a nuestra derecha y lanzarlos hacia nuestros rivales, junto al indicador de escudo podemos ver cuantos platos nos quedan, cada vez que los cogemos se cargan 10. Debemos derrotar a todos los enemigos, indicados en la parte superior de los indicadores y una vez derrotados aparecerá el propio Buford “Mad Dog” Tanner el cual es mucho más resistente que el resto ya debemos golpearlo seis veces para derrotarlo.

Marty contra los hombres de Buford
Los jugadores controlan a Marty mientras usa platos de pastel para luchar contra los hombres de Buford y, finalmente, contra el propio Buford.

El tren
El último nivel tiene lugar en un tren en movimiento, el juego se convierte en un título de desplazamiento lateral en el que controlamos a Marty, debemos avanzar de derecha a izquierda recogiendo todos los troncos para lograr que la locomotora alcance una velocidad de 88 millas, velocidad necesaria para que el Delorean pueda regresarnos al futuro. En este nivel además de saltar y agacharnos podemos arrojarles platos a nuestros enemigos para derrotarlos.

## Diferencias entre versiones
Las versiones de Sega Genesis y Master System no cuentan con las secciones vistas desde arriba en el primer nivel. La versión de Master System por su parte solo tiene tres niveles, eliminando la sección de la galería de tiro.

### Errores de color en Genesis
La versión de Genesis tiene una particularidad única, debido a un error de programación los colores se  muestran de forma incorrecta provocando que la imagen sea muy oscura y poco definida. Esto se debe a que los valores de colores se debían almacenar en dos bytes pero utilizaron un formato incorrecto por error provocando que todos los valores se desplazaran a la derecha un bit por este motivo el juego se muestra con la mitad de brillo y un contraste inferior.

## Recepción
El juego fue reseñado en 1992 en Dragon #180 por Hartley, Patricia y Kirk Lesser en la columna "El papel de las computadoras". Los críticos le dieron al juego 2 de 5 estrellas. 
La versión de Spectrum recibió un premio Crash Smash, y llegó al número 2 en las listas de ventas en julio de 1991, detrás de Teenage Mutant Ninja Turtles, del mismo editor . 